# لننینگراد ۲۰۴۶
سیارک ۲۰۴۶ (به انگلیسی: 2046 Leningrad، نامگذاری:1968UD1) دو هزار و چهل و ششمین سیارک کشف شده‌است که در ۲۲ اکتبر ۱۹۶۸ کشف شد.
قدر مطلق سیارک برابر ۱۱٫۵۰ است.